# Ngô Thanh Hải (thiếu tướng)
Ngô Thanh Hải là một sĩ quan cao cấp trong Quân đội nhân dân Việt Nam, hàm Thiếu tướng, hiện là Cục trưởng Cục Dân vận, Quân đội nhân dân Việt Nam. Trước năm 2016, ông là Chính ủy Bộ chỉ huy quân sự tỉnh Vĩnh Phúc. Ngày 24 tháng 6 năm 2017, ông được Bộ Quốc phòng bổ nhiệm giữ chức Cục trưởng Cục Dân vận. Đến tháng 6 năm 2018, ông được thăng quân hàm Thiếu tướng.